# باليبيريدون
باليبيريدون (بالإنجليزية: Paliperidone)‏ هو دواء يُستعمل في علاج:
- ذهان[10]
- اضطراب فصامي عاطفي[10]
- اضطراب نفسي[10]